# Barbus leonensis
Barbus leonensis es una especie de peces de la familia de los Cyprinidae en el orden de los Cypriniformes.

## Morfología
Los machos pueden llegar alcanzar los 3,3 cm de longitud total.

## Hábitat
Es un pez de agua dulce.

## Distribución geográfica
Se encuentra en los ríos  Níger,  Senegal y  Gambia. También en Costa de Marfil (ríos  Comoé y  Bandama) y Sierra Leona (ríos  Rokel, Jong y Moa).